# Mevrouw Ten Kate
Mevrouw Ten Kate was een Nederlandse kinderserie die oorspronkelijk op zondagochtenden werd uitgezonden door de VPRO. De serie was een onderdeel van een blok dat later Villa Achterwerk ging heten. De hoofdrol werd gespeeld door Marjan Luif. Zij zong ook de begintune van de serie. Dit deed zij live op de Dam in Amsterdam samen met een band.

## Inhoud
De in Amsterdam woonachtige Mevrouw Ten Kate werkt op een kantoor en komt telkens in ongewone situaties terecht. Ze bedoelt het altijd goed, maar door haar onhandigheid gaat vaak alles mis. Zo gaat ze bijvoorbeeld in de eerste aflevering zwemmen en verliest ze onder water haar badpak, net op het moment dat er een schoolklas zwemles krijgt. Ze heeft een buurvrouw met wie ze geregeld omgaat. Verderop in de straat woont ook nog Meneer Smit, die stiekem verliefd is op Ten Kate. Hoewel het haar in de liefde niet meezit, is Mevrouw Ten Kate niet verliefd op Smit. Als het mis gaat of als het dreigt mis te gaan gebruikt ze regelmatig de vloek "snotvergeme". De serie gaat vaak over volwassenenonderwerpen en is controversieel als programma voor kinderen. Zo is Ten Kate in een aflevering bloot te zien en verrichten personages soms criminele handelingen. Ook is er een aflevering over intimidatie op de werkvloer. In de laatste zes afleveringen beleeft Ten Kate een spannend avontuur. Deze afleveringen zijn in een ingekorte versie uitgezonden als televisiefilm met de titel Mevrouw Ten Kate en het beest in de mens.

## Rolverdeling
| Acteur/actrice         | Personage               |
| ---------------------- | ----------------------- |
| Marjan Luif            | Mevrouw Ten Kate        |
| Maja van den Broecke   | Buurvrouw Joke          |
| IJf Blokker            | Meneer Smit             |
| Michiel Romeyn         | Willem Kalmoes          |
| Sylvia de Leur         | Mevrouw Kalmoes         |
| Beppie Melissen        | Tineke                  |
| Walter Crommelin       | Meneer van Bom          |
| René van 't Hof        | Meneer Plasschaert      |
| Maxim Hamel            | Directeur               |
| Wick Ederveen          | Kees                    |
| Piet Römer             | Henk                    |
| René van 't Hof        | Appie                   |
| Michiel Romeyn         | Kapper                  |
| Cor Witschge           | Suppoost                |
| Ralph Wingens          | Psychiater              |
| Marc Postuma           | Juwelier                |
| Rob van Houten         | Badmeester              |
| Michiel Romeyn         | Eierboer                |
| Frits Jansma           | Barman                  |
| Lex de Regt            | Postbode                |
| Beppie Melissen        | Eigenares relatiebureau |
| Michiel Romeyn         | Man in rolstoel         |
| Titus Tiel Groenestege | Agent                   |
| Bavo Galema            | Agent                   |

## Afleveringen
| Aflevering | Titel                                      | Uitzenddatum     |
| ---------- | ------------------------------------------ | ---------------- |
| 1          | De zwemwedstrijd                           | 11 oktober 1987  |
| 2          | Een rare zondag                            | 25 oktober 1987  |
| 3          | Verliefd                                   | 15 november 1987 |
| 4          | De zoekgeraakte ring                       | 6 december 1987  |
| 5          | De vergaderdans                            | 20 december 1987 |
| 6          | Dieren bevrijden                           | 10 januari 1988  |
| 7          | Hoge nood                                  | 24 januari 1988  |
| 8          | Bang in het donker                         | 7 februari 1988  |
| 9          | Oorlog in de kapsalon                      | 21 februari 1988 |
| 10         | Eetkunst                                   | 6 maart 1988     |
| 11         | Een gevaarlijk spelletje                   | 20 maart 1988    |
| 12         | De directeur op bezoek                     | 3 april 1988     |
| 13         | Lekker scheuren                            | 17 april 1988    |
| 14         | De mens achter de kantoorman 1             | 11 december 1988 |
| 15         | De mens achter de kantoorman 2             | 18 december 1988 |
| 16         | Boven in de boom                           | 25 december 1988 |
| 17         | Kat kwijt                                  | 9 april 1989     |
| 18         | Een man uit de computer                    | 16 april 1989    |
| 19         | Tranen op kantoor                          | 23 april 1989    |
| 20         | Zwervers aan tafel                         | 30 april 1989    |
| 21         | Mevrouw Ten Kate en het beest in de mens 1 | 6 oktober 1991   |
| 22         | Mevrouw Ten Kate en het beest in de mens 2 | 13 oktober 1991  |
| 23         | Mevrouw Ten Kate en het beest in de mens 3 | 20 oktober 1991  |
| 24         | Mevrouw Ten Kate en het beest in de mens 4 | 27 oktober 1991  |
| 25         | Mevrouw Ten Kate en het beest in de mens 5 | 3 november 1991  |
| 26         | Mevrouw Ten Kate en het beest in de mens 6 | 10 november 1991 |

## Trivia
- Sommige afleveringen van Mevrouw Ten Kate zijn herhaald in 1994, 2004 en 2005.
- In 2011 zijn twaalf afleveringen op dvd verschenen. Ook op de dvd Villa Achterwerk - Alles uit de kast staat een aflevering, te weten aflevering 18 ("Een man uit de computer").

## Bron
- Mevrouw Ten Kate (1987-1991) op televisiegeheugen.nl